# Jürgen Hahn-Butry
Pour les articles homonymes, voir Hahn.
Jürgen Hahn-Butry (né le 7 juillet 1899 à Berlin et mort le 15 février 1976 à Hersel) est un journaliste, publiciste et écrivain allemand spécialisé dans les romans militaires. Pendant le national-socialisme, il est un membre dirigeant de l'association d'auteurs "Mannschaft". Il participe à la Seconde Guerre mondiale en tant que membre de la compagnie de propagande. En République fédérale d'Allemagne, il se distingue par sa propagande anticommuniste et travaille comme publiciste.

## Biographie
Le fils de Diederich Hahn participe à la Première Guerre mondiale en tant que volontaire à partir de 1917 et rejoint le corps franc Lichtschlag après la fin de la guerre. Il travaille comme journaliste pendant la République de Weimar et est impliqué en tant que conférencier et auteur dans le mouvement völkisch. Il travaille donc sur le magazine de Theodor Fritsch Der Hammer – Blätter für deutschen Sinn. À partir de 1929, il se fait appeler Hahn-Butry. À partir de 1931, il écrit également pour le journal nazi Der Angriff.
Hahn-Butry fonde l'association d'auteurs "Mannschaft" à l'époque national-socialiste. Cette association est née d'un groupe d'écrivains du front qui se réunissent régulièrement à Berlin en 1934/35 pour échanger leurs expériences. En ce qui concerne le contenu et certains membres du groupe, la « Mannschaft » est étroitement liée au nationalisme militaire. En 1937, Hahn-Butry s'assure que le groupe est affilié à l'Aide aux anciens combattants nationaux-socialistes. Désormais, les écrivains qui n'ont pas été au front mais qui se distinguent par leur implication dans le mouvement national-socialiste sont également acceptés. Hahn-Butry agit en tant qu'adjoint d'Otto Paust (de), qui a été nommé chef de la «Mannschaft», et publie des anthologies avec des textes des membres.
En juin 1938, le château de Buderose (de) près de Guben est remis à la "Mannschaft" en tant que "foyer pour poètes du front" sous le patronage d'Alfred Rosenberg. Hahn-Butry vit dans le château avec sa femme pendant quelques mois en 1938, et en 1939 le bureau Rosenberg y tient une conférence sur le grand philosophe allemand Emmanuel Kant. Au début de la Seconde Guerre mondiale, de nombreux écrivains de la « Mannschaft » sont déployés comme reporters de première ligne. Hahn-Butry lui-même est correspondant de guerre pour l'OKW de 1939 à 1945. En tant que membre de la compagnie de propagande, il rend compte de la campagne des Balkans avec le 1er groupe de chars en 1941 et du Caucase en 1942. Hahn-Butry et Wilfred von Oven (de) décrivent l'engagement avec le 1er groupe de chars "Groupe de chars von Kleist" (du nom du commandant en chef général Ewald von Kleist) dans le livre écrit conjointement Panzer am Balkan. Erlebnisbuch der Panzergruppe von Kleist (1941).
À partir de 1943, il travaille au service de remplacement et de formation de la propagande à Potsdam.
Fin juillet 1945, il s'installe avec sa femme à Wingst. C'est là que sa femme et d'autres réfugiés fondent les ateliers forestiers de Wingst et produisent des sabots et d'autres objets d'usage courant. Pendant ce temps, il écrit lui-même des ballades et de la poésie.
Après 1945, Hahn-Butry est cofondateur de l'Union populaire pour la paix et la liberté (de) (VFF) et son président de 1950 à 1951. En mai 1951, une plainte pénale est déposée contre Hahn-Butry en tant que président de la VFF. La raison en est un tract distribué par la VFF, dans lequel Günther Gereke est dénoncé comme "l'agent le plus dangereux de Moscou". Hahn-Butry fait appel avec succès de la décision du tribunal: la procédure est abandonnée en août 1954. Jusqu'au début de 1955, il écrit des éditoriaux pour l'Agence fédérale du service intérieur sur la base de contrats de travail largement diffusés. À partir de 1957, il est rédacteur en chef des magazines Afrika-Bulletin (de), Afrika-Schnellbrief et de l'Europäische Sicht, affilié à la CDU. De 1966 à 1971, il est membre extraordinaire de l'Association des étudiants allemands de Bonn (de).
Le pseudonyme de Hahn-Butry à cette époque était « Der deutsche Rufer ». Sous le pseudonyme "D. Rufer », il publie une brochure de propagande sur l'ancien président du NPD, Adolf von Thadden, après la guerre
Vers 1967, Hahn-Butry publie Unbequeme Wahrheiten, dans lequel il traite "entre autres des raisons et des causes qui, selon lui, ont contribué aux succès électoraux du NPD au cours des dernières années, ainsi que de la relation des Allemands avec leur pays".
En zone d'occupation soviétique, les ouvrages publiés par Hahn-Butry Buch vom deutschen Unteroffizier (Franke, Berlin 1936), Die Mannschaft, Frontsoldaten erzählen vom Front-Alltag (4 tomes, Limpert, Berlin 1936-1938) et Preußisch-deutsche Feldmarschälle und Großadmirale  (Safari, Berlin 1938) ,,, ainsi que les écrits qu'il a écrits Der Soldat (Oehmigke, Berlin & Breslau 1937), General von Reyher (Franke, Berlin 1937), Hans Christians Heimkehr (Franke, Berlin 1938), Landsknecht — nein, Soldat! (Franke, Berlin 1939), Panzer am Balkan (avec Wilfred von Oven (de), Limpert, Berlin 1941) et Der Flemish Fähndrich (Janke, Leipzig 1944) sont ajoutés à la liste des ouvrages à éliminer (de),,,. En République démocratique allemande, cette liste est suivie de son « Georgette, der Unteroffizier … und ich » (Eher (de), Munich 1937).
Hahn-Butry est moins attribué au national-socialisme - il n'a jamais été membre du NSDAP - qu'à un nationalisme soldatesque, centré, comme Ernst Jiinger, sur l'idéalisation de la communauté des tranchées de la Première Guerre mondiale.

## Travaux
- Erich Neumann, Jürgen Hahn-Butry: Gelb gegen Gelb. Ein phantastischer Roman. Moewig & Höffner, Berlin 1935
- Jürgen Hahn-Butry (Hrsg.): Das Buch vom deutschen Unteroffizier, P. Franke, Berlin 1936
- Jürgen Hahn-Butry: General von Reyher. Historischer Roman. Franke, Berlin 1937
- Jürgen Hahn-Butry (Hrsg.): Preußisch-deutsche Feldmarschälle und Großadmirale. Safari, Berlin 1937
- Jürgen Hahn-Butry: Der Soldat. Wie der neuzeitliche Soldat wurde und ist, Oehmigke, Berlin 1937
- Jürgen Hahn-Butry (Hrsg.): Die Mannschaft. Frontsoldaten erzählen vom Front-Alltag. 4 Bände, Wilhelm Limpert, Berlin o. J. (1936–1938)
- Wilfred von Oven (de) & Jürgen Hahn-Butry: Panzer am Balkan. Erlebnisbuch der Panzergruppe Kleist, Limpert, Berlin 1941
- Jürgen Hahn-Butry: Der flandrische Fähndrich, Janke, Leipzig 1944
- Jürgen Hahn-Butry, Hans Joachim Köhler: Hannovers edles Warmblut, Siep, Hamburg 1949
- Arthur-Heinz Lehmann, Jürgen Hahn-Butry: Das Glück dieser Erde, Siep, Hamburg 1949
- Jürgen Hahn-Butry: Unbequeme Wahrheiten. Europäische Sicht, Hersel 1967